# Sněť kukuřičná

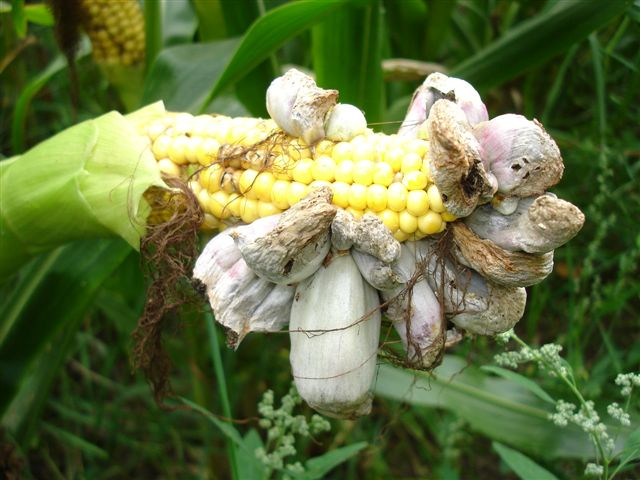
Sněť kukuřičná

Sněť kukuřičná (Ustilago maydis) je patogen a choroba rostlin z čeledě sněti prašné Ustilaginaceae řádu prašné sněti Ustilaginales. Sněť kukuřičná je dnes celosvětově nejrozšířenější chorobou kukuřice (Zea mays). O popis této houby se významnou měrou zasloužil v 1. pol. 19. stol. český mykolog a fytopaleontolog A. J. Corda. Název Ustilago pochází z latinského slova ustilare (spálit, hořet). Aztécký výraz pro houbu Ustilago maydis je "cuitlacochtli cuitla" (špína, odpadky a výkaly) a "cochtli" (spící). Plodnice houby jsou používány jako exotický pokrm v mexické kuchyni pod názvem "Aztécký kaviár" nebo "mexický lanýž".

## EPPO kód

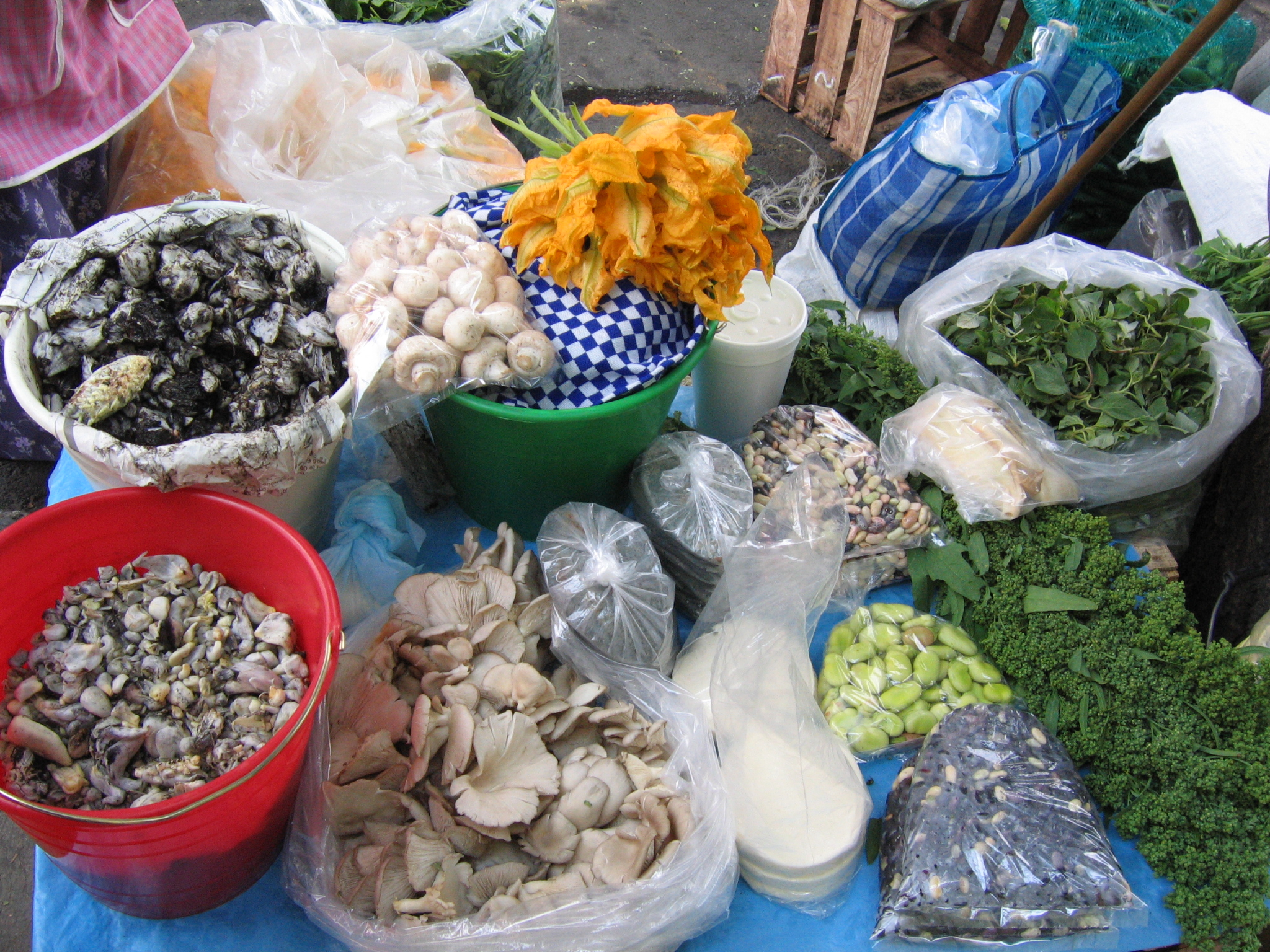
Plodnice v nabídce na mexickém trhu.

USTIMA

## Synonyma patogena

### Vědecké názvy
Podle EPPO a biolib.cz je pro patogena s označením Ustilago maydis používáno více rozdílných názvů, například Caeoma zeae nebo Uredo zeae.

### České názvy
- obecná snětlivost kukuřice

## Zeměpisné rozšíření
Původně se sněť šířila zároveň se zaváděním pěstování kukuřice do nových oblastí, dnes je rozšířena ve všech oblastech, kde se kukuřice vyskytuje.

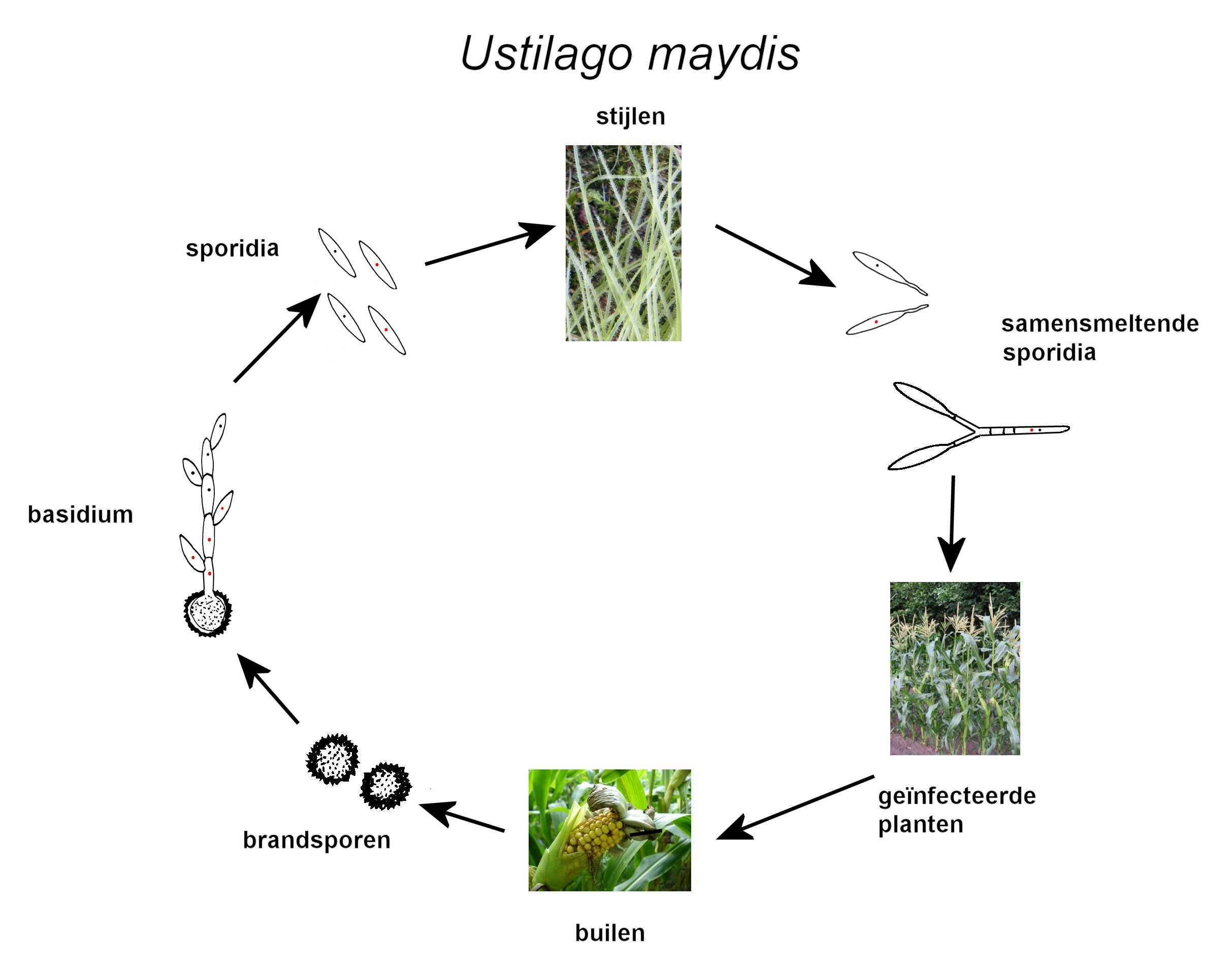
Vývojový cyklus

## Hostitel
- kukuřice (Zea mays)
- teosinta (Zea mexicana), která je považována za předchůdce dnešní kulturní kukuřice.

## Příznaky
- deformace listů
- nádory nebo dlouhé zduřelé útvary na hlavní žilce spodní části čepele u mladých rostlin
- šedivé hálky, později velké nádory dorůstající až velikosti dětské hlavy na nadzemních orgánech

Houba napadá nejčastěji stébla a palice. Při slabém napadení se tvoří na listech perlovité nádory na hlavní žilce spodní části čepele listu. Mohou se ale objevit i další nádory, např. na článcích stonku nebo na praporcovitých listech.
Mycelium houby vyvíjející se mezi tenkostěnnými buňkami zárodečných pletiv vyvolává hyperplazii (nekontrolované buněčné dělení) a hypertroﬁi (zvětšení buněk hostitele) a nadměrný rozvoj ﬂoému v cévních svazcích. Hnědočerné spory dodávají hálkám spálený vzhled.

### Možnost záměny
Kromě sněti kukuřičné (Ustilago maydis) se na kukuřici může vyskytnout také prašná sněť kukuřičná Sphacelotheca reiliana (J. G. Kühn) G. P. Clinton), syn. Sorosporium holci – sorghi), která je rozšířenější v jižní Evropě na kukuřici a na čiroku. Oba druhy sněti lze podle symptomů celkem spolehlivě rozlišit. K chorobě sněť kukuřičná Sphacelotheca reiliana jsou dostupné rezistentní hybridy.

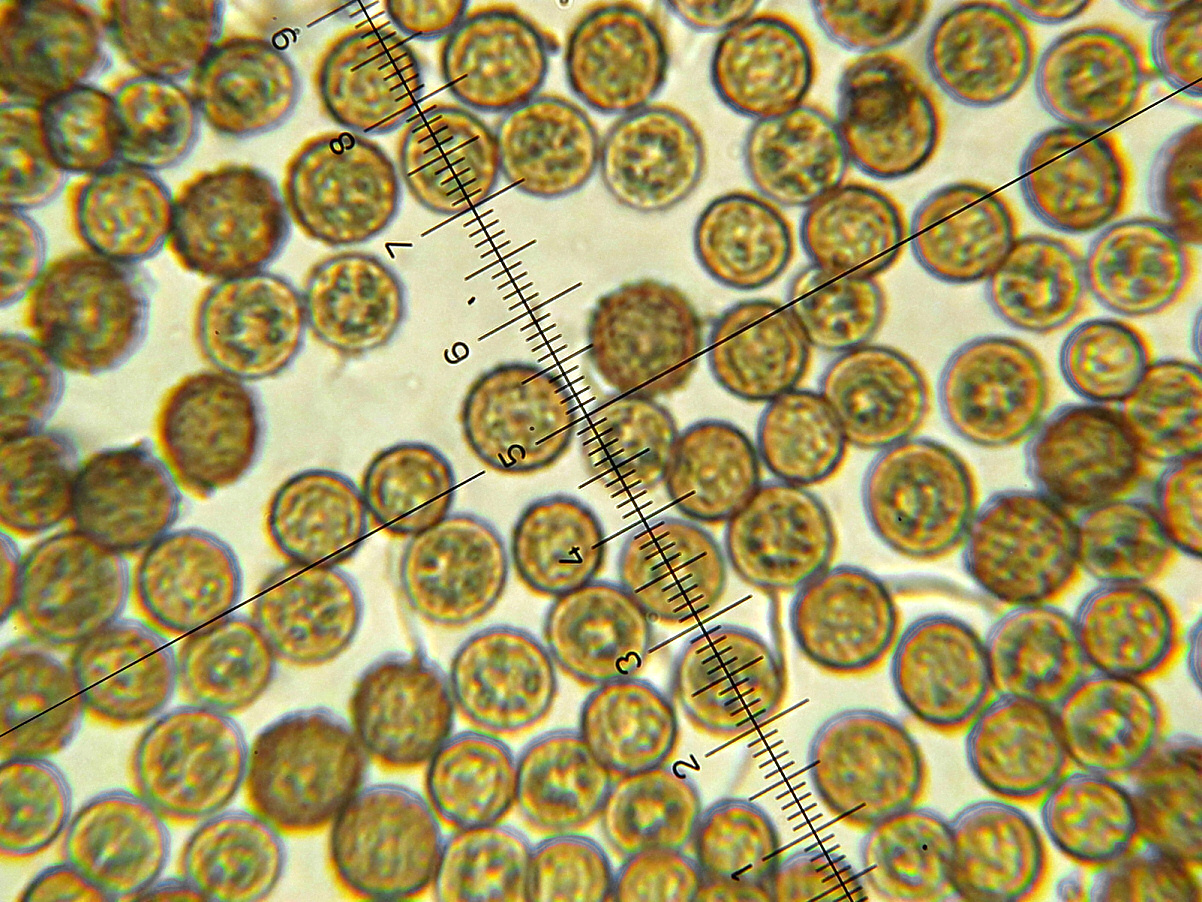
Spory.

## Význam
Ztráty na výnosu kukuřice způsobené snětí kukuřičnou jsou každý rok značné. Zpravidla bývají napadeny pouze jednotlivé rostliny v porostu (2–3 %). U cukrové kukuřice choroba může snížit obsah cukru až o více než 10 %.

### Kvalita siláží
Podle informací na agromanual.cz původce sněti není producentem mykotoxinů, z tohoto pohledu proto napadení rostlin při slabém výskytu nepředstavuje zdravotní riziko pro zvířata, při silnějším napadení (20 a více procent) může dojít ke zhoršení fermentačního procesu při výrobě siláží.

Při pokusu, ve kterém byl simulován stav infekce silážní kukuřice snětí kukuřičnou (Ustilago maydis) došlo v průběhu fermentačního procesu k celkové vyšší produkci kvasných kyselin v 1 kg sušiny siláže (12,15 %) ve srovnání s kontrolní variantou (9,37 %). Zpráva konstatuje, že přesnými experimenty bylo dosaženo výsledků, které prokazují, že napadení předmětným parazitem má vliv na kvalitu siláže, ale nemá žádný vliv na obsah mykotoxinů. Také je ve zhodnocení velmi podrobně popsáno že napadení ovlivňuje například obsah alkoholu.

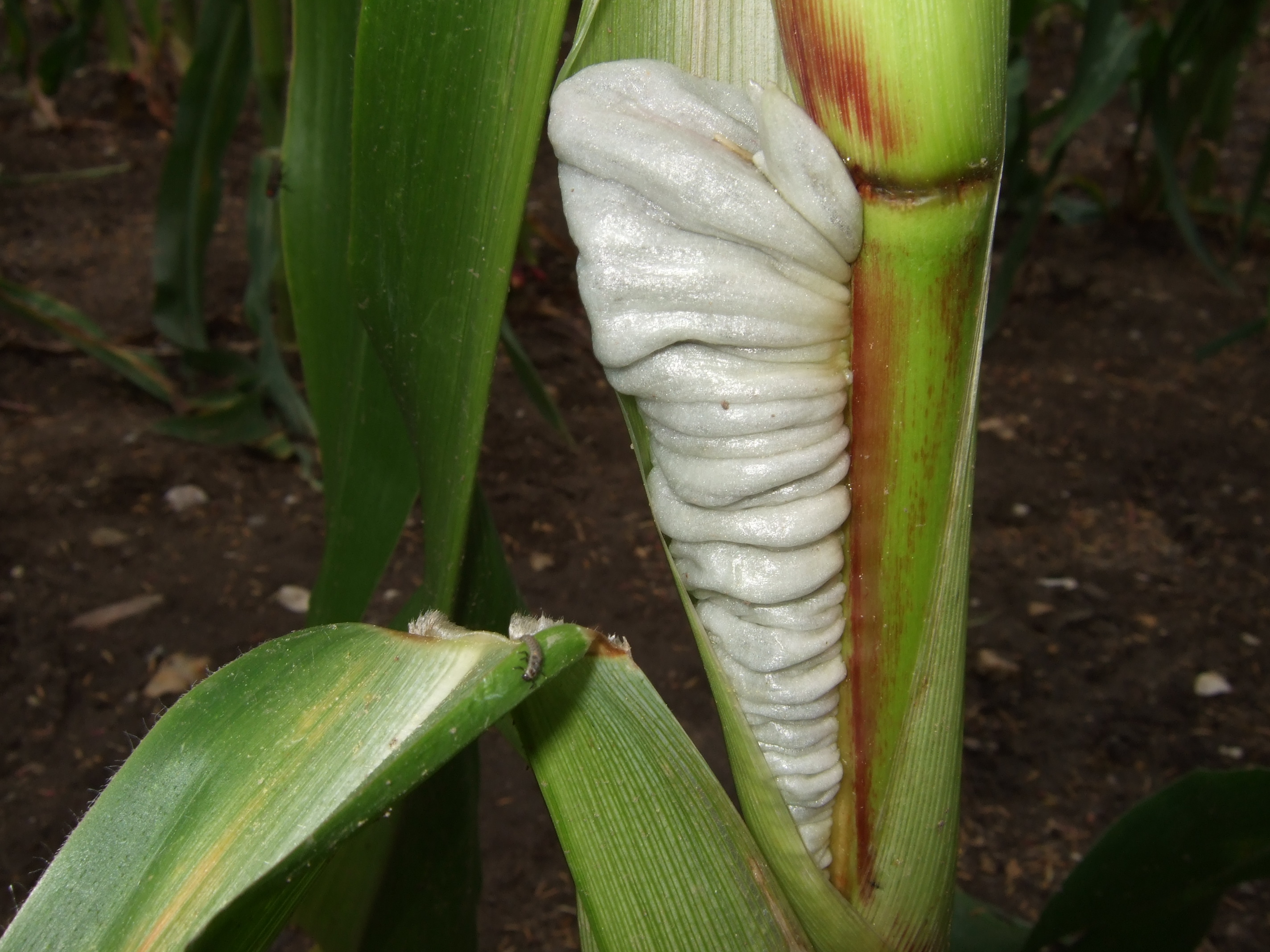
Plodnice na stonku.

### Využití
Hálky sněti kukuřičné v Mexiku a jiných latinskoamerických státech slouží jako lidská potrava a na straně druhé je možný toxický účinek na lidi a zvířata.
V Mexiku a dalších latinskoamerických státech jsou hálky sněti považovány za delikatesu (huitlacoche, cuitlacoche), která je ceněna více než samotná kukuřice. Již Aztékové záměrně noži poškozovali rostliny kukuřice v úrovni půdy, aby spory mohly proniknout snadněji do rostliny. Sklízí se nedozrálé hálky, 2-3 týdny po infekci, kdy jsou vlhké, šťavnaté a po uvaření mají celé spektrum chutí – od houbové přes sladkou, pikantní, dřevitou až po zemitou a obsahují glycidy, bílkoviny, tuky, vitamíny a minerály. Vonné kompozice sněti kukuřičné obsahují sotolon (extrémně silná aromatická látka s typickým aroma rostliny pískavice řecké seno a javorového sirupu), vanilin a glukózu.
Huitlacoche, hálky sněti kukuřičné mohou být napadeny patogenem, houbou rodu kropidlák Aspergillus, ale hálky mohou napadat také bakterie.
Původní obyvatelé jihozápadu Spojených států amerických používali sněť kukuřičnou k umělému vyvolání předčasných porodních bolestí, jelikož má podobné medicínské účinky jako námel, ale slabší, díky přítomnosti alkaloidu ustilaginu.
Významné je využití Ustilago maydis v genetice a lékařství. Funkce genu BRCA2 (Breast Cancer Type 2 susceptibility protein), který je zodpovědný za vznik rakoviny prsu, je nyní známa z velké části právě díky práci s genomem Ustilago maydis.

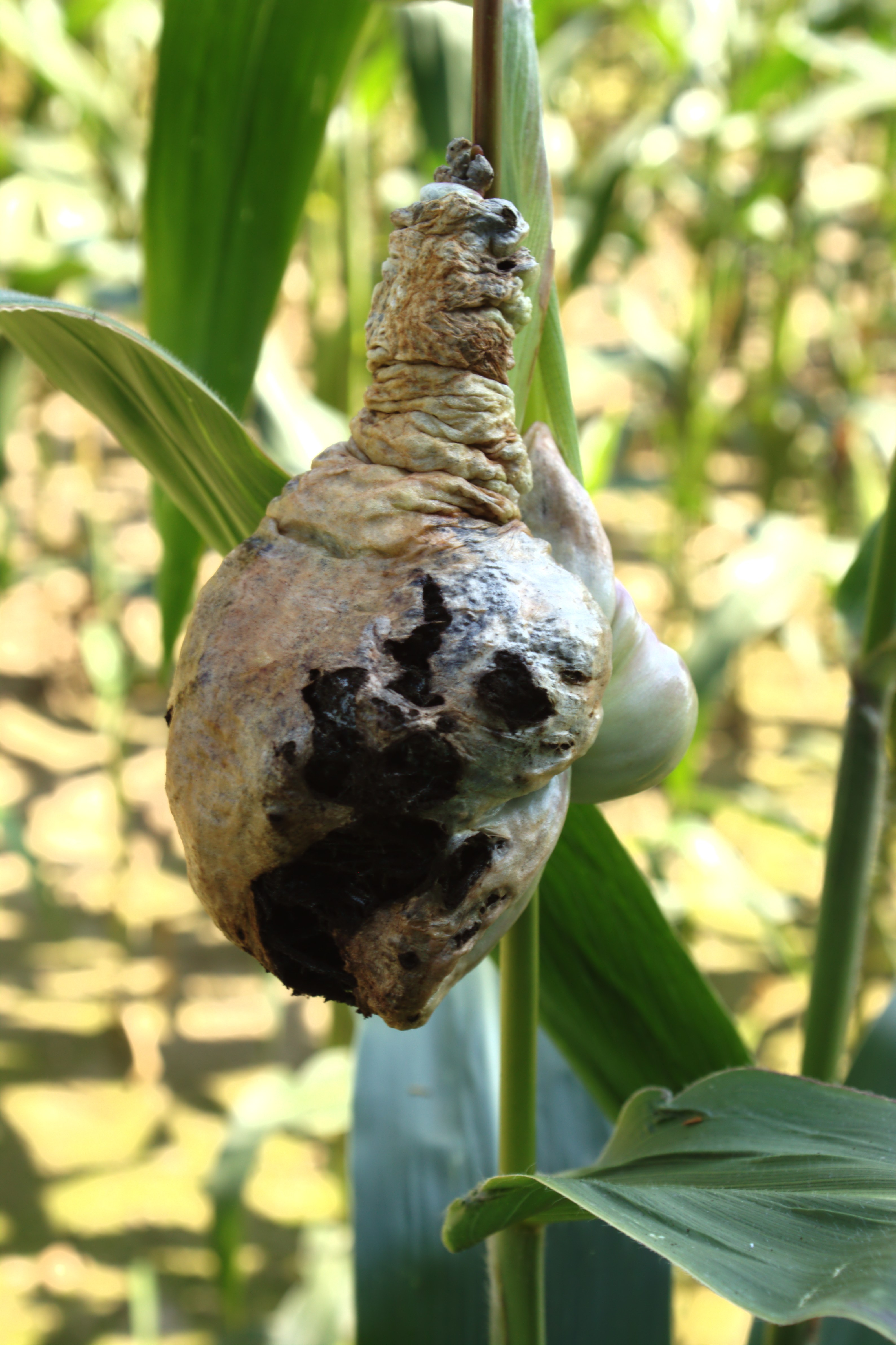
Patogen na kukuřici.

## Biologie
Zaorané spory zůstávají schopné infekce zpravidla jeden rok, na povrchu půdy až 3 roky. Spory klíčí při vyšších teplotách, proto se vyskytuje sněť na hostiteli až v letních měsících. Nádory vysychají a uvolňují spory, ty však mohou inﬁkovat až příští rok.
Z mnohobuněčného mycelia vznikají chlamydospory, které klíčí v promycelium, na němž se tvoří postranní i vrcholové sporidie (= bazidie s bazidiosporami). Chlamydospory klíčí při vyšších teplotách (25-30 °C) při amplitudě 8-38 °C.

## Šíření
Spory se šíří větrem.

## Toxicita
Alkaloidy které houba Ustilago maydis produkuje jako sekundární metabolity, patří mezi chemické látky u kterých se předpokládá potenciální toxicita a přímý či nepřímý vliv na aktivitu AChE (acetylcholinesteráza). Kmen P4 této houby vylučuje toxin u nějž byla prokázána inhibice aktivity Ca2+ v buňkách savců.
U potkanů byly prokázány patologické změny na játrech, plicích, děloze a vaječnících. U testovaných leghornek testy prokázaly lehký chronický katar s hyperplazií žaludku a malého střeva. U skotu byla popsána pneumonie v souvislosti s inhalací spor. U odborné veřejnosti ale převládá názor, že přímý toxický účinek siláže z kukuřice napadené snětí neexistuje.

## Ochrana rostlin

### Prevence
Základem ochrany je kvalitní orba po sklizni a střídání plodin. Dodržování osevních postupů a rotace plodin může omezit množství inﬁkovaného materiálu.
Zařazení kukuřice na stejný pozemek by nemělo následovat dříve než za tři roky a při silném napadení v zamořených oblastech až za 6-8 let. Doporučuje se vysévat uznané zdravé osivo v optimálním termínu. Kvalitní orba je důležitým opatřením proti šíření choroby.

### Chemická ochrana
Lze použít insekticidy proti savému hmyzu. Přímé účinné metody hubení sněti kukuřičné nejsou známy. Účinným opatřením je moření osiva.

### Rezistentní odrůdy
Navzdory mnohaleté snaze vyšlechtit rezistentní hybridy kukuřice, neexistuje dnes absolutně rezistentní hybrid vůči této chorobě. 

### Ochrana při výskytu
Při slabším výskytu a na menších plochách (množitelský porost) lze podle odborníků ze Zemědělský výzkum, spol. s r. o. Troubsko doporučit vytrhávání boulí. Podle jiných zdrojů je ruční odstraňování nádorů sněti z porostů zcela neúčinné.